# Yeray Cabanzón
Yeray Cabanzón de Arriba (Isla, Arnuero; 14 de mayo de 2003) es un futbolista español que juega como mediocampista ofensivo en la S.D. Ponferradina de la Primera Federación.

## Trayectoria
Nacido en la aldea de Isla, en Arnuero, se une al fútbol base del Racing de Santander en 2013 a los diez años de edad. Debuta con el filial el 5 de septiembre de 2021 al entrar como suplente en el descanso de una derrota por 2-0 frente a la Real Sociedad "C" en la Segunda Federación.
Logra debutar con el primer equipo el 6 de octubre del 2021 en una victoria por 2-1 frente al Arenas Club de Getxo en la Copa Federación. Esa temporada el Racing de Santander consigue el ascenso a la Segunda División tras jugar nueve partidos ligueros y renovando su contrato con el club por los siguientes dos años.
Yeray debuta profesionalmente el 8 de enero de 2023 al partir como titular en un empate por 1-1 frente a la UD Las Palmas en la Segunda División.

## Clubes
Actualizado al último partido disputado el 21 de junio de 2025. Resaltadas temporadas en calidad de cesión.
| Club                         | Liga          | Temporada     | Liga  | Liga  | Liga   | Copas nacionales | Copas nacionales | Copas nacionales | Copas internacionales | Copas internacionales | Copas internacionales | Total | Total | Total  |
| Club                         | Liga          | Temporada     | Part. | Goles | Asist. | Part.            | Goles            | Asist.           | Part.                 | Goles                 | Asist.                | Part. | Goles | Asist. |
| ---------------------------- | ------------- | ------------- | ----- | ----- | ------ | ---------------- | ---------------- | ---------------- | --------------------- | --------------------- | --------------------- | ----- | ----- | ------ |
| Racing de Santander · España | 1.ª RFEF      | 2021-22       | 9     | 0     | 0      | 1                | 0                | 0                | —                     | —                     | —                     | 10    | 0     | 0      |
| Rayo Cantabria · España      | 2.ª RFEF      | 2021-22       | 22    | 6     | 0      | —                | —                | —                | —                     | —                     | —                     | 22    | 6     | 0      |
| Rayo Cantabria · España      | 2.ª RFEF      | 2022-23       | 21    | 6     | 0      | —                | —                | —                | —                     | —                     | —                     | 21    | 6     | 0      |
| Rayo Cantabria · España      | Total club    | Total club    | 43    | 12    | 0      | 0                | 0                | 0                | 0                     | 0                     | 0                     | 43    | 12    | 0      |
| Racing de Santander · España | 2.ª           | 2022-23       | 11    | 2     | 1      | 1                | 0                | 0                | —                     | —                     | —                     | 12    | 2     | 1      |
| Racing de Santander · España | 2.ª           | 2023-24       | 9     | 0     | 0      | 1                | 0                | 0                | —                     | —                     | —                     | 10    | 0     | 0      |
| Racing de Santander · España | Total club    | Total club    | 29    | 2     | 1      | 3                | 0                | 0                | 0                     | 0                     | 0                     | 32    | 2     | 1      |
| S. D. Ponferradina · España  | 1.ª RFEF      | 2023-24       | 16    | 1     | 2      | —                | —                | —                | —                     | —                     | —                     | 16    | 1     | 2      |
| S. D. Ponferradina · España  | 1.ª RFEF      | 2024-25       | 41    | 4     | 9      | 3                | 0                | 0                | —                     | —                     | —                     | 44    | 4     | 9      |
| S. D. Ponferradina · España  | Total club    | Total club    | 57    | 5     | 11     | 3                | 0                | 0                | 0                     | 0                     | 0                     | 60    | 5     | 11     |
| Total carrera                | Total carrera | Total carrera | 129   | 19    | 12     | 6                | 0                | 0                | 0                     | 0                     | 0                     | 135   | 19    | 12     |
| 1. 2. 3.                     |               |               |       |       |        |                  |                  |                  |                       |                       |                       |       |       |        |